# جود هیل (آرکانزاس)
جود هیل (به انگلیسی: Judd Hill) یک منطقهٔ مسکونی در ایالات متحده آمریکا است که در شهرستان پوینست، آرکانزاس واقع شده‌است. جود هیل ۶۶٫۱۴ متر بالاتر از سطح دریا واقع شده‌است.